# Supercúmulo Virgo-Hidra-Centauro

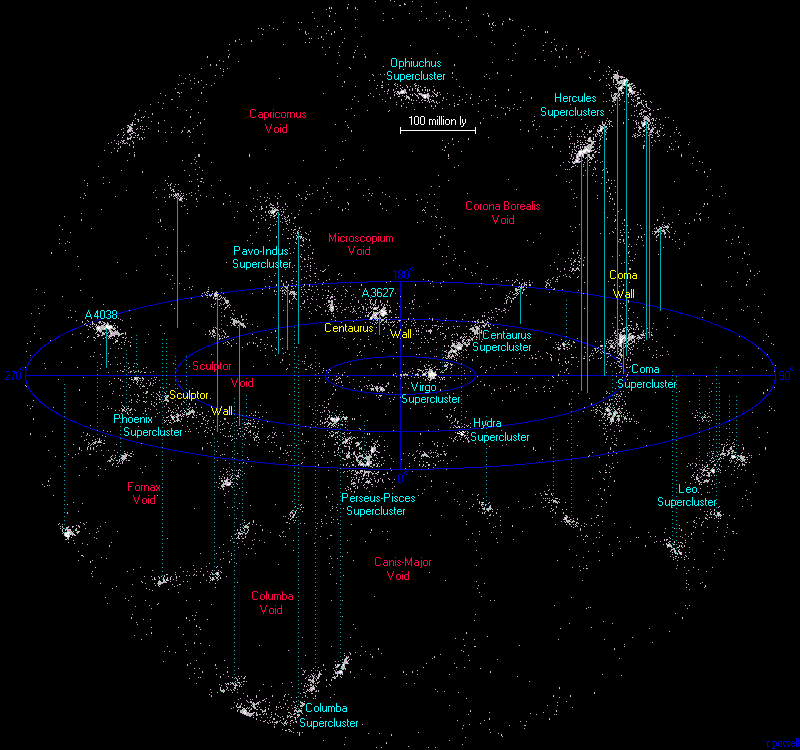
El Supercúmulo Virgo-Hidra-Centauro, localizado dentro del Complejo de Supercúmulos Piscis-Cetus (siendo mostrado aquí como tres supercúmulos separados).

El Supercúmulo Virgo-Hidra-Centauro o Supercúmulo de Virgo-Hidra-Centauro, también conocido como la Cadena Virgo-Hidra-Centauro o Cadena de Virgo-Hidra-Centauro, es un supercúmulo de galaxias con forma de triángulo, en donde se encuentran el Sistema Solar (por lo tanto nuestro planeta Tierra) y la galaxia de la Vía Láctea.
En algunos casos también es denominado Supercúmulo Local, debido a que los grupos y cúmulos que lo componen (incluyendo al Supercúmulo Meridional), comparten la misma velocidad radial de z < 0.01 (a diferencia de Laniakea que incluye al Supercúmulo Pavo-Indus, que cuenta con una velocidad radial de 0.01 < z < 0.02).
Este supercúmulo ubicado dentro del Complejo de Supercúmulos Piscis-Cetus, está compuesto únicamente por el Supercúmulo de Virgo (junto al Supercúmulo Meridional) y por el Supercúmulo Hidra-Centauro.
En 1988 el astrónomo sudafricano Tony Fairall declaró que los desplazamientos hacia el rojo sugerían que los supercúmulos de Virgo e Hidra-Centauro podrían estar conectados.
En las proximidades de este supercúmulo (más precisamente cerca del Supercúmulo Hidra-Centauro) se encuentra el Gran Atractor que es una anomalía gravitatoria del espacio intergaláctico, que revela la existencia de una concentración local de masas, equivalente a decenas de miles de veces la masa de la Vía Láctea.

## Estructura
- Supercúmulo de Virgo (que contiene la galaxia de la Vía Láctea y por lo tanto la Tierra)
  - Grupo Local
  - Grupo Maffei (Grupo IC 342)
  - Grupo de Sculptor
  - Grupo M81
  - Grupo M83/NGC 5128
  - Grupo Canes I (Grupo M94 o Grupo NGC 4244)
  - Grupo NGC 5033
  - Grupo Coma I (Grupo NGC 4414 o Grupo M64)
  - Cúmulo de Virgo
  - Grupo NGC 1023
  - Grupo M101
  - Grupo NGC 2997
  - Grupo Canes II (Grupo M106)
  - Cúmulo de Virgo II
  - Grupo NGC 4631
  - Grupo NGC 6744
  - Grupo M96 (Grupo Leo I)
  - Grupo NGC 4697
  - Cúmulo de Virgo III
  - Grupo M109 (Grupo Osa Mayor)
  - Grupo NGC 7582
  - Grupo Leo II
- Supercúmulo Meridional (también llamado Muralla de Fornax)
  - Cúmulo de Eridanus
  - Grupo Dorado
  - Cúmulo de Fornax
- Supercúmulo Hidra-Centauro (cerca de este supercúmulo se encuentra el Gran Atractor)
  - Supercúmulo de Centauro
    - Cúmulo de Centauro (Abell 3526)
    - Abell 3565
    - Abell 3574
    - Abell 3581

  - Supercúmulo de Hidra
    - Cúmulo de Hidra (Abell 1060)
    - Cúmulo de Norma (Abell 3627)
    - Cúmulo de Antila (Abell S0636)